# Comté de Jondaryan
Le comté de Jondaryan était une zone d'administration locale au sud-est du Queensland en Australie.
Le 15 mars 2008, le comté a fusionné avec plusieurs autres comtés (Cambooya, Clifton, Crows Nest, Millmerran, Pittsworth et Rosalie) et la ville de Toowoomba pour donner la région de Toowoomba.